# Bicaubittacus burmanus
Bicaubittacus burmanus är en näbbsländeart som först beskrevs av Bo Tjeder 1974.  Bicaubittacus burmanus ingår i släktet Bicaubittacus och familjen styltsländor. Inga underarter finns listade i Catalogue of Life.